# سوآلاندی
سوآلاندی (به لاتین: Soalandy) یک منطقهٔ مسکونی در ماداگاسکار است که در آنتاناناریوو-آتسیموندرانو واقع شده‌است. سوآلاندی ۱۱٬۷۱۹ نفر جمعیت دارد و ۱٬۲۶۰ متر بالاتر از سطح دریا واقع شده‌است.